# The slow rust of forgotten machinery
The slow rust of forgotten machinery of Where do we draw the line now? is een studioalbum van de Britse band The Tangent.
Na A spark in the aether wilde Andy Tillison het bijltje, mede door gezondheidsproblemen, er eigenlijk bij neergooien in The Tangent. Hij kreeg weer inspiratie na het referendum dat zou leiden tot de brexit. In de jaren tachtig van de 20e eeuw wilde Tillison (als Gold Frankincense & Diskdrive) debuteren met een album Where do we draw the line now? dat terugvoerde op de Berlijnse Muur. Toen die in 1989 "viel" zag Tillison het nut van dat album niet meer in. In de uitkomst van het genoemd referendum zag Tillison de komst van een nieuwe muur, een stuk westelijker in Het Kanaal. De brexit leidde in zijn ogen tot een nieuw haatcampagne tegen iedereen die anders was dan Britser dan Brits. Hijzelf beschouwde zichzelf als Europeaan en zijn band als Europees. Hij heeft een Poolse dochter, had bijvoorbeeld een Zweedse bassist, een Duits platenlabel en een hoesontwerper uit Wit-Rusland (Ed Unitsky). De titel The slow rust of forgotten machinery moet dan ook volgens Tillison gelezen worden als het langzaam uiteenvallen (roesten) van het politieke systeem van samenwerken (machinery). Iedereen wil zijn eigen onafhankelijkheid, terwijl we alleen verder komen door samenwerking (A few steps down the wrong road). Het voert ook terug op dat de westerse wereld overal haar luxe laat zien en dan opkijkt dat mensen die in het armere deel wonen daar ook deel van uit willen maken. Hij zag het optrekken van hekwerken aan de oostrand van Europa, terwijl in die landen die dat deden de muren in het westen (IJzeren Gordijn) amper waren gesloopt. Social media lijken de verdeeldheid juist groter maken dan dat het een bindende werking heeft.  
Het album werd opgenomen in het Verenigd Koninkrijk en Oostenrijk. Het album werd voorgefinancierd door fans. De platenhoes is van Mark Buckingham, in het dagelijks leven striptekenaar.

## Musici
- Andy Tillison – toetsinstrumenten, zang, drumstel
- Luke Machin – gitaar, zang
- Jonas Reingold – basgitaar
- Theo Travis – saxofoon dwarsfluit
- Marie-Eve de Gaultier – zang, toetsinstrumenten
- Boff Whalley – achtergrondzang (5)
- Matt Farrow – geluidseffecten (6)

## Muziek
Alle muziek en teksten van Tillison, behalve de tekst van Doctor Livingstone van Luke Machin; tekst van Basildonxit van Farrow. 

| Nr. | Titel | Duur  |
| --- | --- | ----- |
| 1.  | Two ropes swings | 6:32  |
| 2.  | Doctor Livingstone (I presume) | 11:58 |
| 3.  | Naamloos (I: News and comment; II: 2016-The World turns sour; III: Three binary choices; IV: The actual story; V: More news and comment) | 22:31 |
| 4.  | The sad story of lead and astatine | 16:00 |
| 5.  | A few steps down the wrong road | 17:31 |
| 6.  | Basildonxit | 5:21  |
| 31. | Slow rust |       |

The sad story of lead and astatine gaat over wat wij in het heden erg belangrijk vinden en de toekomst vaak gezien zal worden als vergankelijkheid, lood is een stabiel element; astaat is instabiel. Basildonxit handelt over de vraag dat als de omgeving van Basildon getroffen wordt door een tsunami, Basildon bereid is de overlevenden te herbergen of zich zal afsluiten.